# World Radiation Monitoring Center
Le Centre mondial de surveillance des rayonnements (WRMC) est l'archive centrale du Baseline Surface Radiation Network (BSRN). L'objectif de ce réseau est de mettre à la disposition des climatologues les meilleures mesures de rayonnement au sol possibles. Il s'agit des composantes du rayonnement solaire (global, réfléchi, direct, diffus, UV) et des composantes du rayonnement terrestre (contre, off). Plus de 50 stations situées dans différentes zones climatiques du monde participent à ce réseau, certaines depuis 1992. Les données de la plupart des stations sont saisies sous forme de valeurs moyennes par minute. Dans de nombreux cas, les mesures de rayonnement sont complétées par des observations météorologiques synoptiques, des ascensions de radiosondes, des mesures d'ozone, etc.
Le réseau est un projet du Programme mondial de recherche sur le climat (WRCP)  et de l' Expérience mondiale sur l'énergie et l'eau (GEWEX). Il fait partie du Système mondial d'observation du climat (GCOS)  de l'Organisation météorologique mondiale (OMM). Son objectif est d'enregistrer le bilan radiatif de la Terre, qui est important pour le climat, ainsi que ses modifications. Les données servent notamment à vérifier et à améliorer les mesures satellitaires ainsi que les modèles climatiques.
Le WRMC a été créé en 1992 à l'École polytechnique fédérale de Zurich (ETH Zurich). En juin 2008, l'Institut Alfred Wegener pour la recherche polaire et marine de Bremerhaven (AWI) a repris le WRMC.

## Liens web
- (en) « WRMC », sur pangaea.de (consulté le 15 juin 2024)
- Site Web du WRMC

## Plus d'infos
1. ↑   WRCP-Homepage
2. ↑  GEWEX-Homepage
3. ↑  GCOS-Homepage